# Jan von Zellen
Jan Zellen, původním jménem Jan Žižka je americký kytarista a hráč na foukací harmoniku českého původu. Začínal hrát v českých bluegrassových skupinách Chomouti a Průdušky.

## Stručný životopis
Jedná se o jednoho z českých z průkopníků bluegrassové hudby v někdejším Československu od roku 1968. Ve svých patnácti letech se setkal s banjistou Marko Čermákem, který v té době pracoval v pražské restauraci U Supa v Celetné ulici s Janovou babičkou - ta je seznámila. Jan se od Marka naučil pikování na banjo. Jeho specialitou byla hra na kytaru stylem, který on sám vyvinul - pikování s trsátkem a dvěma prstýnky.
Během své hudební kariéry vyhrál mnoho soutěži, natočil pořady v Českoslovenslé televizi a rozhlasu, byl členem skupin Rádiby, Pražští Poutníci, Protiklady a Průdušky.
V roce 1984 emigroval do Spojených států amerických, kde pracoval jako obchodní a technický konzultant . Těsně před jeho odchodem do zámoří byl přijat do Divadla Semafor jako kytarista, ale to už byl rozhodnut odcestovat. Ve své hudební činnosti pokračoval i v USA. Byl oceněn za vytvoření nejlepšího hudebního programu v Disneylandu, umístil se na 2. místě v americké celostátní kytarové soutěži Gibson v Nashville, hrál v nashvilských klubech se skupinou The Nashville Dawgz [nedostupný zdroj]. Měl možnost si zahrát také s Davidem Grismanem, Russem Barenbergem, Victorem Wootenem, Mark O'Connorem, Tommy Emmanuelem a Danem Crarym. Nashvilské noviny o Janovi napsaly několik článků. Jeden z těchto článků uvádí, že Janova hra na kytaru zní jako dvě kytary dohromady (viz odkazy níže).